# Eremobelba perrugosa
Eremobelba perrugosa är en kvalsterart som beskrevs av Balogh och Sandór Mahunka 1968. Eremobelba perrugosa ingår i släktet Eremobelba och familjen Eremobelbidae. Inga underarter finns listade i Catalogue of Life.